# Diamantul blestemat
Diamantul blestemat (titlu original: The Diamond of Jeru) este un film american de televiziune din 2001 regizat de Ian Barry și Dick Lowry. Este creat în genurile dramatic, acțiune, de aventură. Rolurile principale au fost interpretate de actorii Billy Zane, Paris Jefferson și Keith Carradine. Scenariul este scris de Beau L'Amour pe baza unei povestiri de Louis L'Amour.

## Prezentare
Bazat pe romanul lui Louis L'Amour, Diamantul blestemat prezintă povestea unui om de știință american și a soției sale, care angajează un veteran de război  ca ghid într-o călătorie spre un râu necunoscut din Borneo în căutarea unor diamante.

## Distribuție
- Billy Zane	...	Mike Kardec
- Paris Jefferson	...	Helen Lacklan
- Keith Carradine	...	John Lacklan
- Jackson Raine	...	Raj
- Khoa Do	...	Dyak Boy
- Peter Carroll	...	Clifton Vandover
- Wi Kuki Kaa	...	Inghai
- Piripi Waretini	...	Jeru
- David Webb	...	Fairchild

## Producție
Filmările au avut loc în Australia.

## Vezi și
- Listă de filme de aventură din anii 2000